# Synemosyna petrunkevitchi
Synemosyna petrunkevitchi is een spinnensoort in de taxonomische indeling van de springspinnen (Salticidae).
Het dier behoort tot het geslacht Synemosyna. De wetenschappelijke naam van de soort werd voor het eerst geldig gepubliceerd in 1922 door Chapin.